# Escadron de chasse 2/5 Île-de-France
Escadron de chasse 2/5 Île-de-France je stíhací peruť letectva Francie dislokovaná na letecké základně č. 115 Orange-Caritat v současné době vybavená stroji Dassault Mirage 2000. Její letouny nesou kódy v rozmezí 5-OA až 5-OZ (v letech 1994 až 2015 115-OA až 115-OZ).

## Historie

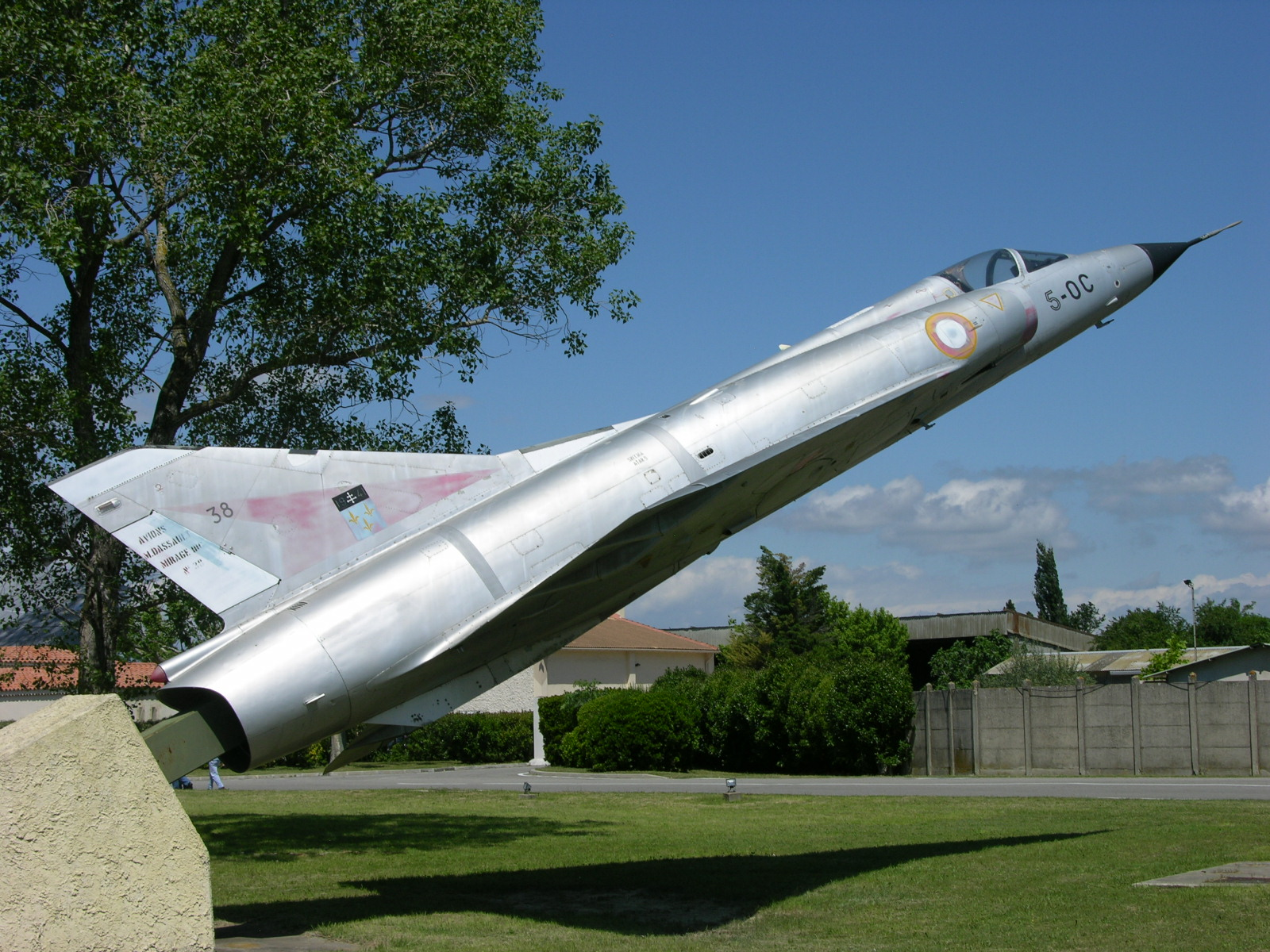
Mirage IIIC v barvách perutĕ EC 2/5 vystavená na základně BA 115

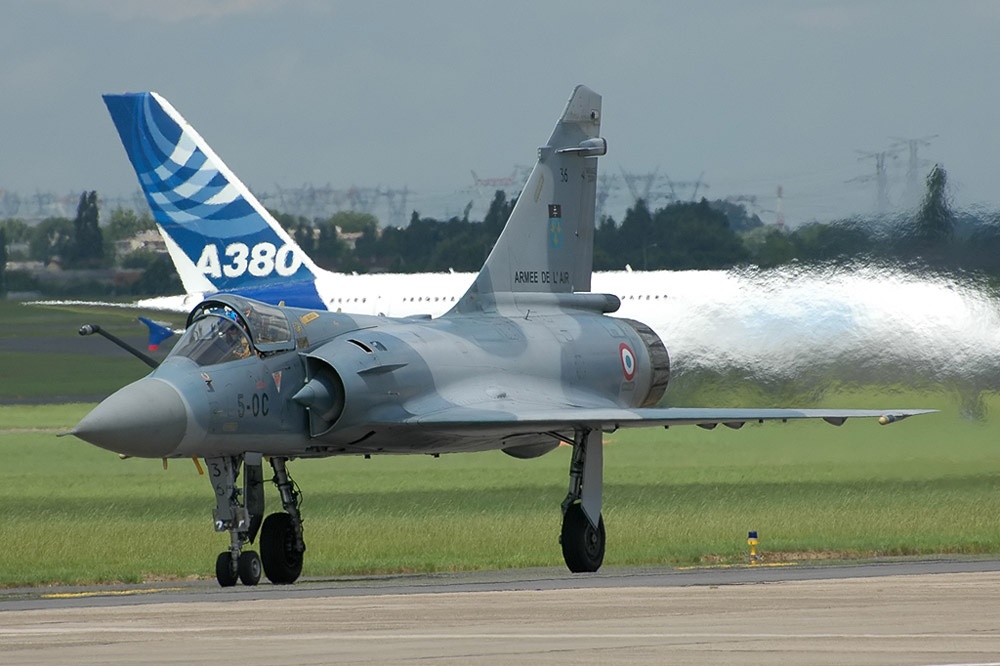
Mirage 2000C EC 2/5 Île-de-France

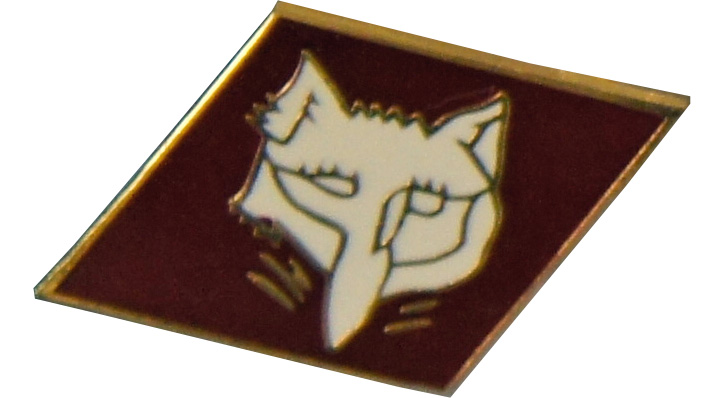
Insignie letky SPA 84 „Tête de Renard“

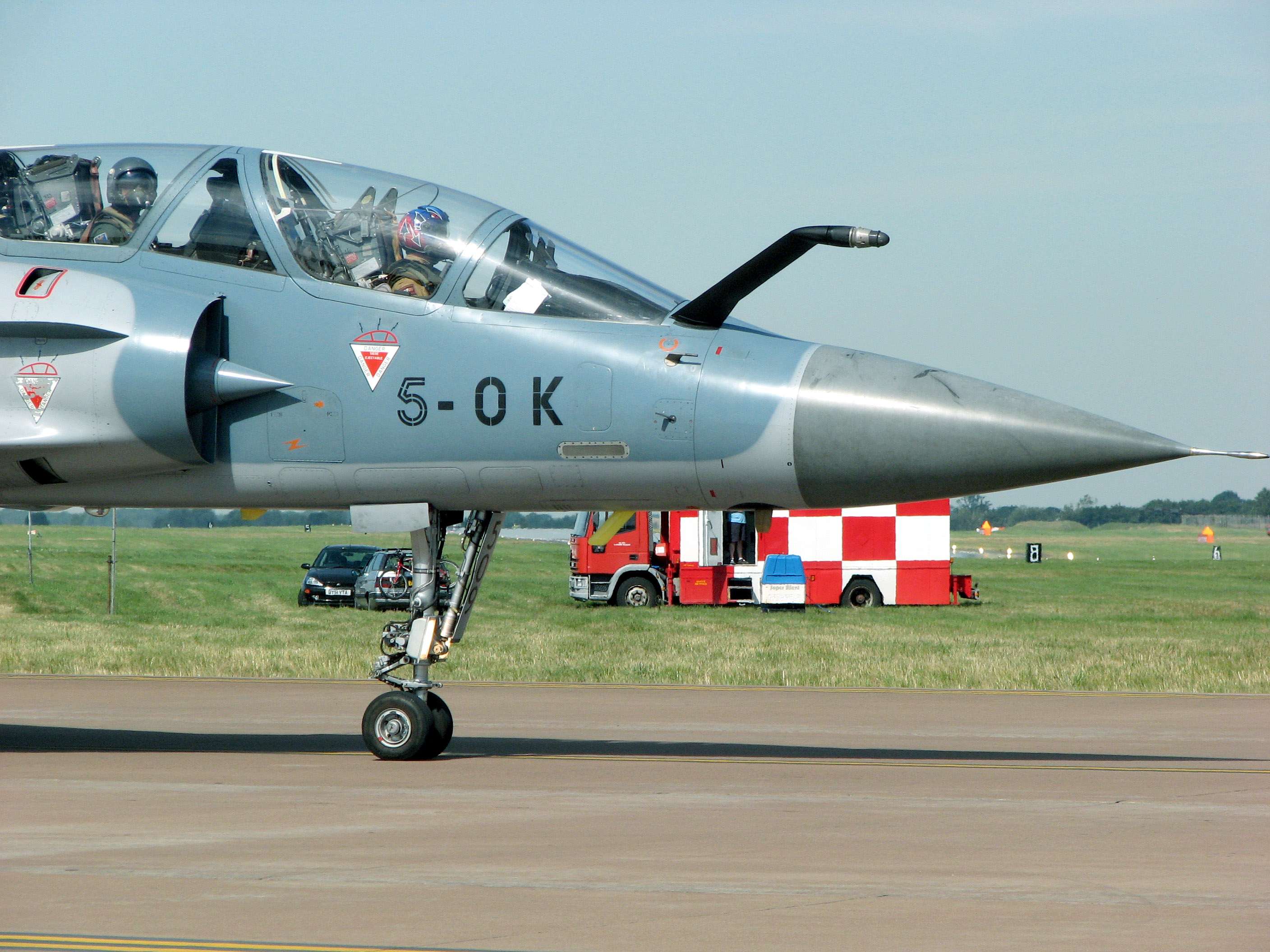
Jedna z dvoumístných cvičně bojových Mirage 2000B

Peruť 2/5 „Île-de-France“ je nositelkou tradic Groupe de chasse Île-de-France Forces aériennes françaises libres založené 20. října 1941 generálem de Gaullem a existující v rámci Royal Air Force pod označením No.340 (Free French) Squadron RAF. Za úspěchy perutí dosažené v průběhu druhé světové války se jí dostalo mnohých vyznamenání a ocenění. V červenci 1947 byla začleněna do 5e escadre de chasse (5. stíhací eskadry) a vyzbrojena stroji P-63 Kingcobra. Mezi červencem 1949 a lednem 1951 se jednotka zapojila do konfliktu v Indočíně.
V březnu 1951 útvar obdržel své nynější označení Escadron de chasse 2/5 Île-de-France a s výzbrojí stroji de Havilland Vampire byl přeložen na základnu BA 115 Orange-Caritat. Zde byla jeho historie těsně spjata s další perutí dislokovanou v Orange, EC 1/5 Vendée; tyto jednotky byly vybavovány stejnými typy letounů v odstupech jen několika měsíců, a podílely se postupně na stejných zahraničních operacích a misích. V září 1992 se EC 2/5 stala první jednotkou Armée de l'air umístěnou v Saúdské Arábii při dohlížení nad bezletovou zónou vyhlášenou ve vzdušném prostoru Iráku. Totožný úkol plnila později i v Bosně. V červnu 1998 byla peruť rozšířena o třetí letku (escadrille).
18. června 1996 bylo prezidentem Francie Jacquesem Chiracem příslušníkům jednotky uděleno právo nosit fourragère (splétanou náramenní šňůru) v barvách stuhy Ordre de la Libération.
Od roku 1997 byla EC 2/5 Île-de-France pověřena pokračovacím a operačním výcvikem všech pilotů letounu Dassault Mirage 2000, mimo svého hlavního úkolu, jímž je protivzdušná obrana. Za tím účelem je vybavena 17 stroji dvoumístné varianty Mirage 2000B a 7 jednomístnými letouny Mirage 2000C.
11. června 2010, při 92. výročí existence letky SPA 162 „Tigre du Cambrésis“, byla EC 2/5 spolu s EC 1/12 Cambrésis vyslána do Čadu, kde vystřídaly poslední francouzské Mirage F1 na africkém kontinentu.
Počínaje červnem 2014 se stroje této jednotky, spolu s letouny od EC 1/2 Cigognes, podílely na posílení protivzdušné obrany Pobaltí.

## Dekorace
Jednotka obdržela následující vyznamenání:
- Croix de guerre 1939-1945 s pěti bronzovými palmovými ratolestmi, znázorňujícími pět citací v rozkazech na úrovni velitelství armády (4. července 1942, 30. září 1942, 12. prosince 1944, 17. července 1945 a 27. prosince 1945);
- Croix de guerre des TOE s třemi bronzovými palmovými ratolestmi, symbolizujícími tři citace v rozkazech armádního velitelství obdržené jednotkami 5. stíhací eskadry v Indočíně (23. července 1950, 21. června 1951 a 2. července 1951);
- Jednu dodatečnou bronzovou palmici za citaci v armádních rozkazech získanou jednotkami 5. stíhací eskadry 10. května 1991 v souvislosti s operací Daguet;
- fourragère v barvách stuhy Ordre de la Libération podle dekretu z 23. února 1996;
- fourragère v barvách stuhy Médaille militaire s olivkou „1939-1945“ podle rozhodnutí č.27 z 14. listopadu 1945;
- fourragère v barvách Croix de guerre des TOE podle rozhodnutí č.37 z 16. února 1954.

## Letky
- 1re escadrille „Paris“, od června 2012 C 46 „Trident“
- 2e escadrille „Versailles“, od června 2012 SPA 84 „Tête de Renard“
- 3e escadrille „Vincennes“, od srpna 2008 SPA 124 „Jeanne d'Arc“

## Základny
- Base aérienne 115 Orange-Caritat

## Významné osobnosti útvaru
- Caroline Aigle (2000)

## Letouny
- de Havilland Vampire (1951-1954)
- S.N.C.A.S.E. Mistral (1954-1956)
- Dassault Mystère II (1957)
- Dassault Mystère IV (1957-1960)
- Dassault Super Mystère B2 (1961-1966)
- Dassault Mirage IIIC (1966-1975)
- Dassault Mirage F1C (1975-1989)
- Dassault Mirage 2000C/RDI (od r. 1989)